# Primeval: New World
Primeval: New World è una serie televisiva di fantascienza Canadese, girata a Vancouver, Columbia Britannica, creata da Judith e Garfield Reeves-Stevens. Una co-produzione tra Impossible Pictures and Omni Film Productions per Space, la serie è uno spin-off della serie televisiva Inglese Primeval. In Italia la serie ha debuttato sul canale satellitare AXN Sci-Fi il 20 marzo 2013. Il 22 febbraio 2013 la serie non viene rinnovata per una seconda stagione, venendo ufficialmente cancellata.

## Trama
Alcuni animali provenienti dal futuro o dal remoto passato arrivano nel presente attraverso delle anomalie spazio-temporali. Lo scienziato Evan Cross crea una squadra per affrontare il problema.

## Episodi
| Stagione       | Episodi | Prima TV Canada | Prima TV Italia |
| -------------- | ------- | --------------- | --------------- |
| Prima stagione | 13      | 2012            | 2013            |

## Personaggi e interpreti

### Personaggi principali
- Niall Matter è Evan Cross: un inventore specializzato in software. Cross è alla ricerca delle anomalie dopo il suo incontro con un albertosauro avvenuto sei anni prima dell'inizio della serie che ha ucciso sua moglie. È a capo della compagnia Cross Photonics di cui ne utilizza un laboratorio come base per la sua squadra.
- Sara Canning è Dylan Weir: all'inizio impegnata nel controllo predatori, si unisce successivamente alla squadra per il controllo delle anomalie.
- Danny Rahim è Mac Rendell: esperto in armi da fuoco, perde la fidanzata per colpa di un rettile mammifero durante il quinto episodio e ne rimane fortemente scosso.
- Crystal Lowe è Toby Nance: si occupa della realizzazione del sistema per il controllo delle anomalie.
- Miranda Frigon è Angelika Finch: il Direttore Finanziario della Cross Photonics.
- Geoff Gustafson è Luogotenente Ken Leeds: un ufficiale della Royal Canadian Air Force impegnato nel governo col Progetto Magnet.